# ローレン・ドイル
ローレン・ドイル（Lauren Doyle、1991年2月23日 - ）は、アメリカ合衆国の女子ラグビー選手。

## プロフィール
- アメリカ・イリノイ州スプリングフィールド出身[1]。
- ポジションはウィング(WTB)、センター(CTB)、ユーティリティBK。
- 身長 168cm、体重 70kg

## 略歴
2016年、リオ五輪の7人制女子アメリカ代表に選ばれた。
そして2021年、東京五輪の7人制女子アメリカ代表に選ばれた。
2024年、2024パリ五輪の7人制女子アメリカ代表に選ばれて銅メダル獲得。